# وینچنزو پاتریک گولیلملی
وینچنزو پاتریک گولیلملی (انگلیسی: Vincenzo Patrick Guglielmelli؛ زادهٔ ۱۵ ژوئن ۱۹۸۷) بازیکن فوتبال اهل ایتالیا است.
از باشگاه‌هایی که در آن بازی کرده‌است می‌توان به باشگاه فوتبال لاتینا، باشگاه فوتبال پروجا، و باشگاه فوتبال آسکولی اشاره کرد.